# Place de la Kasbah (Tunis)
Pour les articles homonymes, voir Casbah (homonymie).
La place de la Kasbah (arabe : ساحة القصبة) est une place de Tunis, capitale de la Tunisie.

## Situation et accès
La place de la Kasbah est située à l'intersection de la rue Docteur-Carton, de la rue Sinan-Pacha, du boulevard Bab-Bnet, du boulevard Bab-Mnara et de la rue du 2-mars 1934.
Elle se trouve, en outre, en face de la place du Gouvernement.

## Origine du nom
La place tire son nom du quartier de la kasbah où elle se trouve.

## Historique
Elle est née à la suite de la démolition des remparts de la citadelle de Tunis et de plusieurs bâtiments s'y situant à la fin des années 1950.
La place est le centre d'un nouvel ensemble urbain et politique abritant de nombreux administrations et institutions publiques.

## Événements
La place a connu deux sit-ins dans la foulée de la révolution de 2011 : le premier se déroule le 23 janvier et revendique la démission du gouvernement Ghannouchi alors que le deuxième se produit le 20 février pour obtenir l'élection d'une assemblée constituante.
Depuis ces événements, la place est le théâtre de plusieurs manifestations politiques.

## Bâtiments remarquables et lieux de mémoire
La place de la Kasbah est d'aspect minéral et abrite les bâtiments suivants :
- Collège Sadiki, plus ancien établissement éducatif du pays créé en 1875 ;
- Hôpital Aziza Othmana, qui occupe l'emplacement de la caserne Qishla des Bchamkia depuis 1879 ;
- Hôtel de ville de Tunis, inauguré en 1998 ;
- Mausolée de Farhat Hached, inauguré en 2002 et accueillant la dépouille d'une figure du mouvement national tunisien ;
- Ministère de la Défense ;
- Monument national, inauguré en 1989 ;
- Mosquée de la Kasbah, construit en 1235 et le plus ancien monument de la kasbah.

En face, se trouve la place du Gouvernement autour de laquelle on aperçoit les bâtiments suivants :
- Palais du Gouvernement (siège du chef du gouvernement tunisien) ;
- Ministère des Finances ;
- Ministère de la Fonction publique.

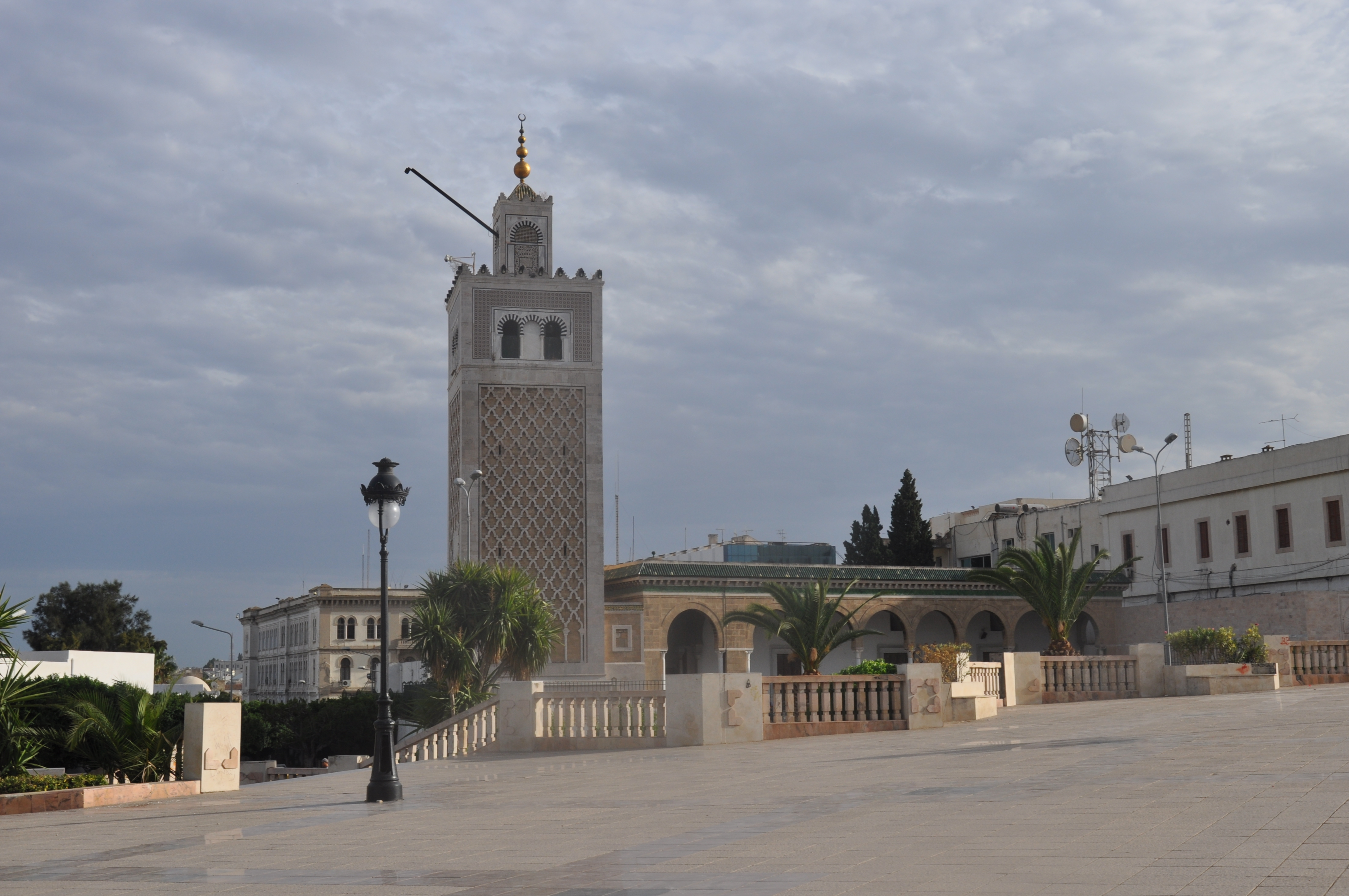
Mosquée de la Kasbah.
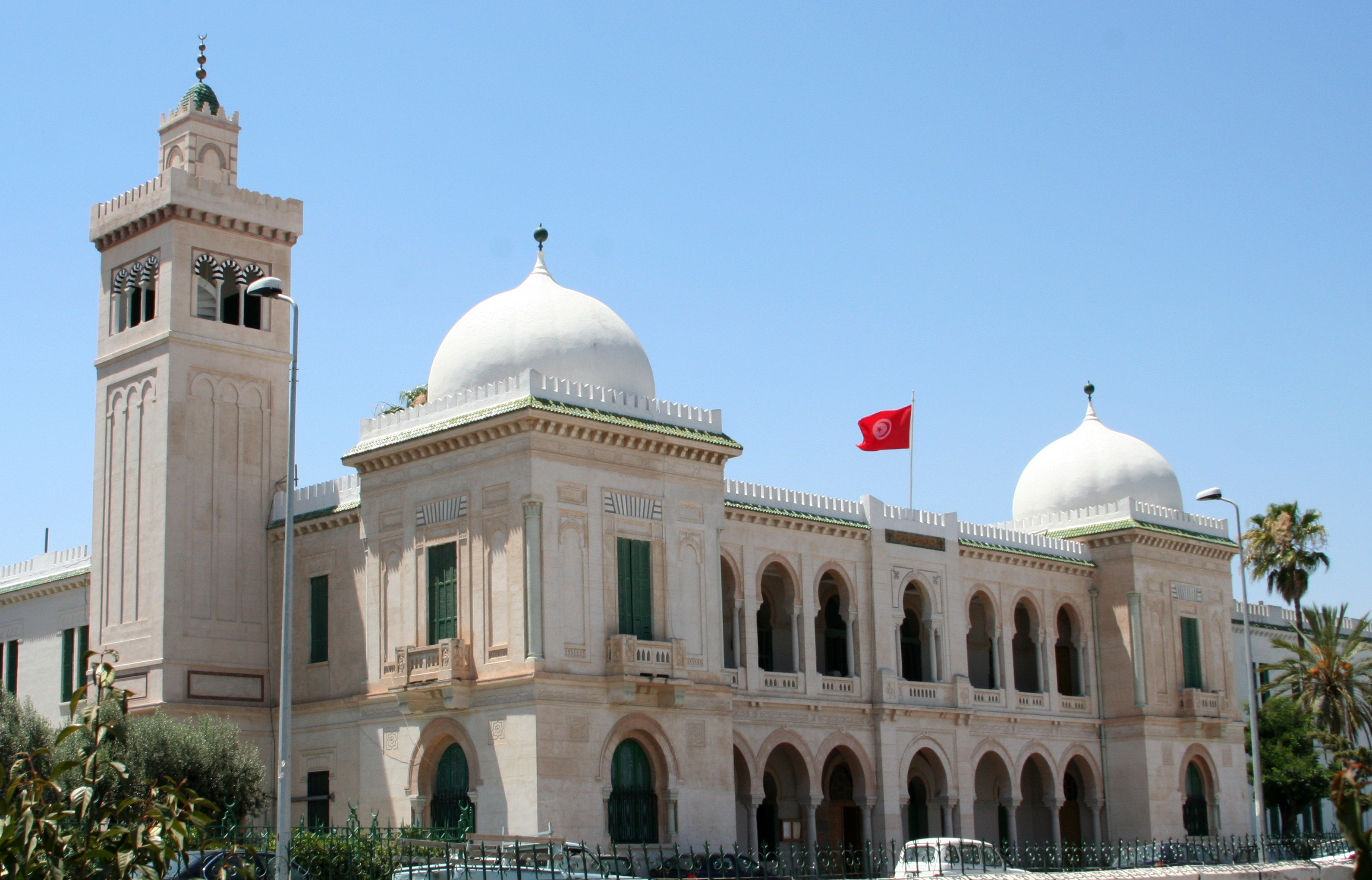
Collège Sadiki.
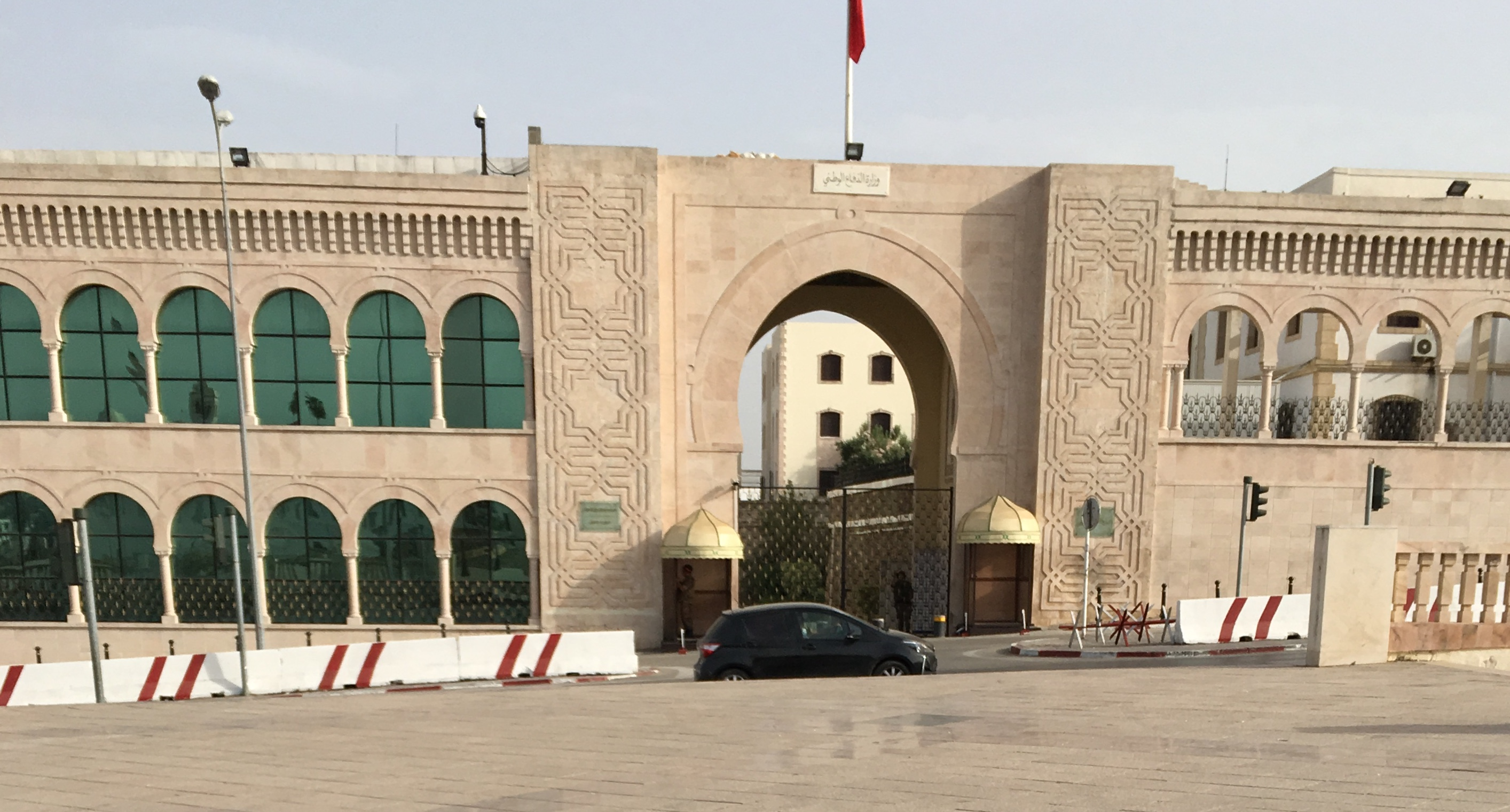
Ministère de la Défense.